# Письмо Белинского Гоголю
Письмо Н. В. Гоголю 15 июля 1847 г. — знаменитое письмо русского литературного критика Виссариона Григорьевича Белинского (1811—1848), ответ на письмо Н. В. Гоголя Белинскому от 3 (15) июля 1847 года. Входило в советскую школьную программу по литературе.

## Содержание письма
Белинский подвергает Гоголя жесткой критике за его уход в православие, монархизм, народность и «пропаганду» этих ценностей своему читателю. В 1847 году была опубликована книга Гоголя «Выбранные места из переписки с друзьями», которая была составлена на основе его собственных писем к своим друзьям и знакомым, написанным автором в разные годы.
Ей (России) нужны не проповеди (довольно она слышала их!), не молитвы (довольно она твердила их!), а пробуждение в народе чувства  человеческого достоинства, столько веков потерянного в грязи и навозе, права и законы, сообразные не с учением церкви, а со здравым смыслом и справедливостью, и строгое, по возможности, их выполнение. А вместо этого она представляет собою ужасное зрелище… страны, где нет не только никаких гарантий для личности, чести и собственности, но нет даже и полицейского порядка, а есть только огромные корпорации разных служебных воров и грабителей.
Письмо затрагивает разногласия Белинского и Гоголя по вопросам о крепостном самодержавии, социальном спасении и концепции литературного творчества.

## Распространение письма
Белинский написал письмо, находясь в Зальцбрунне на курсе лечения. Затем он уехал в Париж, где прочитал письмо Герцену, затем Н. И. Сазонову, М. А. Бакунину, а также Тургеневу, который приехал в Париж из Лондона.
В России Белинский, зная, что находится под постоянным надзором, не решался читать письмо даже друзьям.
Сразу после написания письмо Белинского стало расходиться в рукописных списках (вероятно, после того, как попало к Достоевскому, который читал его на пятничных собраниях кружка петрашевцев); кроме того, оно было опубликовано в некоторых изданиях свободной русской печати («Полярная звезда» Герцена в 1855 году и др.). Полиция преследовала распространение письма вплоть до 1914 года.
После смерти Белинского оригинал письма оказался у Н. Ф. Павлова. Письмо было обнаружено полицией во время обыска 16 января 1852 года.